# ساختارهای ناهمگون کوانتومی

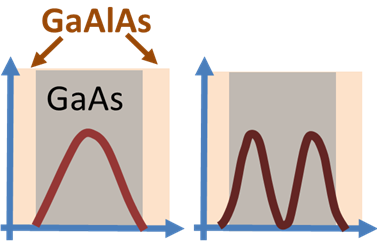
احتمالات الکترونی در پایین ترین دو حالت کوانتومی یک چاه کوانتومی GaAs 160vad در یک ساختار GaAs-GaAlAs به عنوان محاسبه از توابع پاکت.

ساختار های ناهمگون کوانتومی یک ساختار های ناهمگون در یک بستر (معمولاً یک ماده نیمه هادی ) است، جایی که اندازه حرکات حامل های شارژ را مجبور می کند آنها را در محدوده کوانتومی محدود کند. این منجر به تشکیل مجموعه ای از سطوح انرژی گسسته می شود که حامل ها می توانند وجود داشته باشند. ساختارهای کوانتومی دارای چگالی واضح تر از ساختارهای بزرگتر هستند. 
ساختارهای ناهمگون کوانتومی برای ساخت دیودهای نوری کوتاه مدت و لیزر دیودی و دیگر کاربردهای اپتوالکترونیک ، مانند سلول های فتوولتائیک با کارایی بالا، مهم هستند . 
نمونه هایی از ساختارهای ناسازگار کوانتومی که حامل ها را در ابعاد شبه دو، -one و -Nero محدود می کنند عبارتند از: 
- چاه های کوانتومی
- سیم کوانتومی
- نقاط کوانتومی